# Быков, Леонид Тимофеевич
Леонид Тимофеевич Быков (16 апреля 1914, г. Южа, Ивановская обл. — 15 июня 1990, г. Москва) — Герой Советского Союза, командир танка 28-го танкового полка 16-й гвардейской механизированной бригады 6-го гвардейского механизированного корпуса 2-й танковой армии 1-го Белорусского фронта, гвардии лейтенант.

## Биография
Родился 16 апреля 1914 года в посёлке Южа (ныне город Ивановской области) в семье рабочего. Русский. Член КПСС с 1951 года. В 1917 году семья переехала в посёлок Люблино (ныне муниципальный район Москвы). Окончил 7 классов и станкостроительный техникум. Работал токарем, мастером, технологом, конструктором на Люблинском заводе железнодорожных запчастей.
С начала Великой Отечественной войны у Быкова была «бронь». Но он настойчиво просился на фронт. В Красной Армии с августа 1942 года. В 1943 году окончил Горьковское танковое училище. На фронте в Великую Отечественную войну с июня 1943 года. Начал боевой путь младший лейтенант Быков на Юго-Западном фронте. В первом же бою первым же выстрелом он сумел поджечь фашистский танк.
Летние бои 1943 года для Быкова прошли удачно. Наши части наступали и один за другим освобождали населённые пункты от врага. В конце августа 1943 года случилась в бою за железнодорожную станцию Успенская в Донбассе танк Быкова был подожжён. Сам он потерял сознание и двумя членами экипажа (радист погиб) был оттащен в окоп. Там 3 танкиста были захвачены фашистами в плен. Через некоторое время пленных танкистов увезли в город Каховку, там при следовании на работу шестеро военнопленных напали на конвоиров и бежали в днепровские плавни.
Корпус, в котором служил Быков, вышел на берег Днепра в том самом месте, где прятались бежавшие танкисты. Целую ночь в Особом отделе (впоследствии подразделение СМЕРШ) он подробно описывал все 30 дней, которые пробыл в плену. Ему поверили и снова пошла фронтовая служба. После ранения Быков попал в 3-ю танковую армию. Участвовал в освобождении города Львова. В бою за Львов Быков потерял свой танк. Потом был Сандомирский плацдарм, форсирование Вислы.
В конце 1944 года Быкова перевели во 2-ю танковую армию. В середине января 1945 года взводу танков, в составе которого была машина Быкова, было приказано пройти 80 километров к польскому городу Кельце, произвести разведку и посеять панику среди отступавших гитлеровцев. Из 5-и посланных танков 2 подорвались на минах, а 3 остальных устремились вглубь фашистской обороны.
Форсировав вброд реку Черна Нида, танка подошли к шоссе Краков — Кельце и, создав иллюзию прорыва крупных сил, с ходу открыли стрельбу по колонне. В полдень разведывательная группа подошла к городу Кельце. Задание было выполнено. Вскоре сюда подтянулся и танковый полк. Но основные силы были далеко позади, и полк оказался в окружении, заняв круговую оборону. Командир полка вручил Быкову пакет и приказал прорваться обратно к корпусу и доставить пакет командиру. Выполняя задание Т-34 Быкова раздавил 2 вражеские противотанковые пушки и подбил один «тигр». Удачно используя ночную темноту, танк на полном ходу скрылся от преследования.
Ещё раз оказался Быков во вражеском кольце в районе города Оппельн (Ополе, Польша). 3 дня танкисты отражали бесконечные атаки превосходящего по численности врага. В одной из них погиб командир 6-го гвардейского механизированного корпуса полковник В. Ф. Орлов. Последний бой Быков провёл под самым Берлином, из которого его вынесли с перебитыми ногами. В госпитале Быков узнал о Победе.
Указом Президиума Верховного Совета СССР от 10 апреля 1945 года за образцовое выполнение боевых заданий командования на фронте борьбы с немецкими захватчиками и проявленные при этом отвагу и геройство Леониду Тимофеевичу Быкову было присвоено звание Героя Советского Союза с вручением ордена Ленина и медали «Золотая Звезда» (№ 8708).
В 1946 году старший лейтенант Л. Т. Быков по инвалидности демобилизовался. Только в 1947 году он смог в Кремле получить высокие награды Родины. В 1954 году окончил Московский институт инженеров железнодорожного транспорта. Вернулся в своё конструкторское бюро. Потом работал в Всесоюзном теплотехническом институте имени Ф. Э. Дзержинского.
Леонид Тимофеевич Быков скончался 15 июня 1990 года. Похоронен в Москве на Люблинском кладбище.

## Награды
- Награждён орденом Ленина, 2 орденами Отечественной войны 1-й степени, орденом Трудового Красного Знамени, медалями.